# La Rose
La Rose és una població dels Estats Units a l'estat d'Illinois. Segons el cens del 2000 tenia 159 habitants.

## Demografia
Segons el cens del 2000, La Rose tenia 159 habitants, 62 habitatges, i 46 famílies. La densitat de població era de 279 habitants/km².
Dels 62 habitatges en un 30,6% hi vivien nens de menys de 18 anys, en un 64,5% hi vivien parelles casades, en un 4,8% dones solteres, i en un 24,2% no eren unitats familiars. En el 21% dels habitatges hi vivien persones soles el 6,5% de les quals corresponia a persones de 65 anys o més que vivien soles. El nombre mitjà de persones vivint en cada habitatge era de 2,56 i el nombre mitjà de persones que vivien en cada família era de 3.
Per edats la població es repartia de la següent manera: un 25,8% tenia menys de 18 anys, un 10,7% entre 18 i 24, un 29,6% entre 25 i 44, un 21,4% de 45 a 60 i un 12,6% 65 anys o més.
L'edat mediana era de 33 anys. Per cada 100 dones de 18 o més anys hi havia 87,3 homes.
La renda mediana per habitatge era de 46.667 $ i la renda mediana per família de 50.000 $. Els homes tenien una renda mediana de 27.500 $ mentre que les dones 20.417 $. La renda per capita de la població era de 17.480 $. Aproximadament el 5,2% de les famílies i el 10,1% de la població estaven per davall del llindar de pobresa.

## Poblacions més properes
El següent diagrama mostra les poblacions més properes.